# Richard Reiff
Richard August Reiff (Tübingen, 26 de maio de 1855 – Stuttgart, 9 de julho de 1908) foi um físico e historiador da matemática alemão.
Filho do filósofo Jakob Friedrich Reiff, estudou em Tübingen e Berlim, foi repetente e depois professor de matemática em Tübingen. Com Arnold Sommerfeld publicou em 1902 o artigo Elektrizität und Optik-Standpunkt der Fernwirkung na Encyklopädie der mathematischen Wissenschaften.

## Publicações selecionadas
- Über die Principien der neueren Hydrodynamik. Mohr, Freiburg 1882
- Geschichte der unendlichen Reihen. München 1889, Reprints bei Sändig 1969, 1981, 1992
- Elasticität und Electrizität. Mohr, Freiburg 1893
- Theorie molekular-elektrischer Vorgänge. Mohr, Freiburg 1896